# 第1回20か国・地域首脳会合

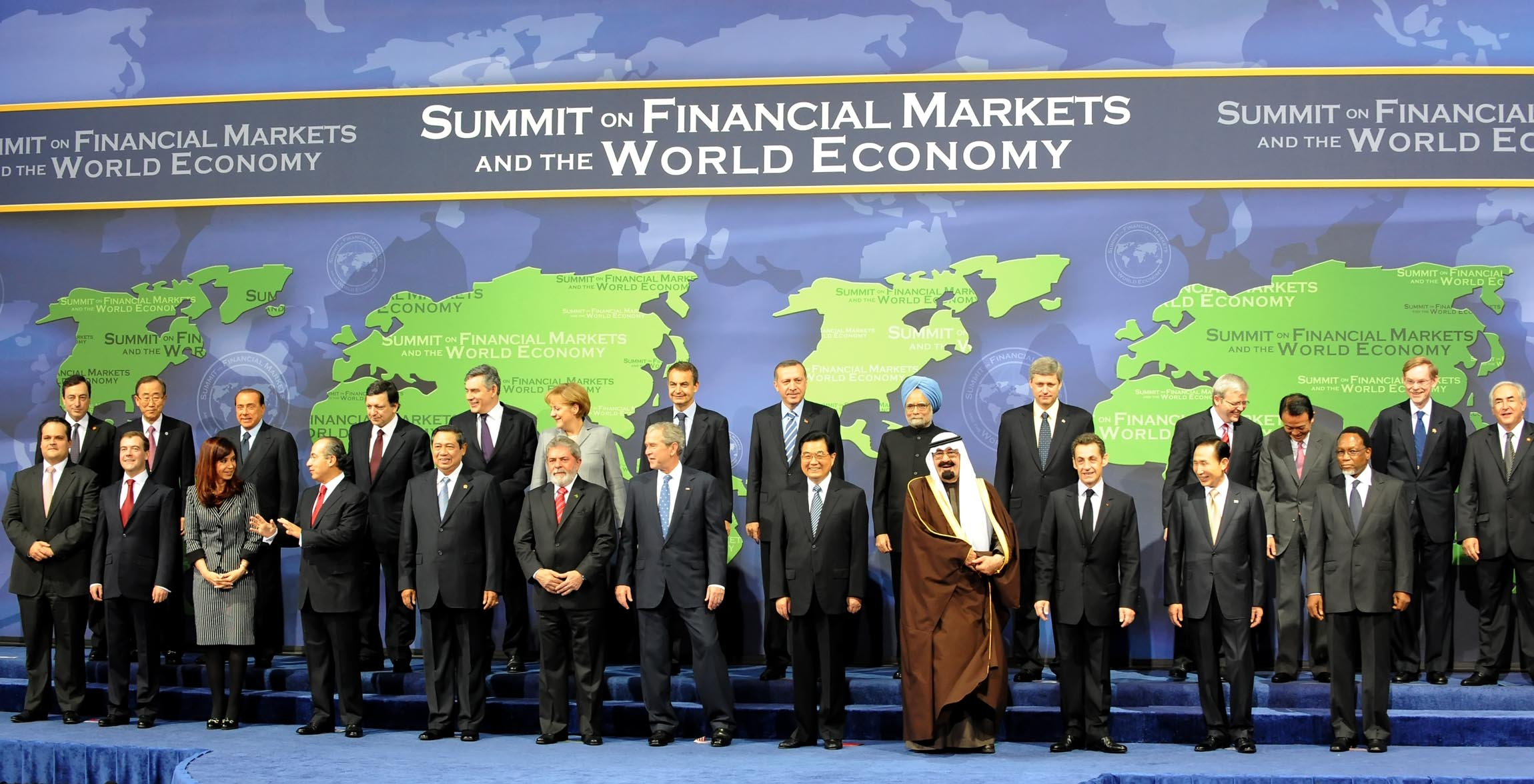
2008年11月15日、コロンビア特別区ワシントン市にて第1回20か国・地域首脳会合に出席した首脳

第1回20か国・地域首脳会合（だい1かい20かこく・ちいきしゅのうかいごう、別名：G20首脳会合、G20金融サミット、G20ワシントン・サミット、英語：G20 Washington Summit）は、2008年に開催された20か国・地域の首脳会合である。正式名称は「金融世界経済に関する首脳会合」（英語：Summit on Financial Markets and the World Economy）。

## 概要

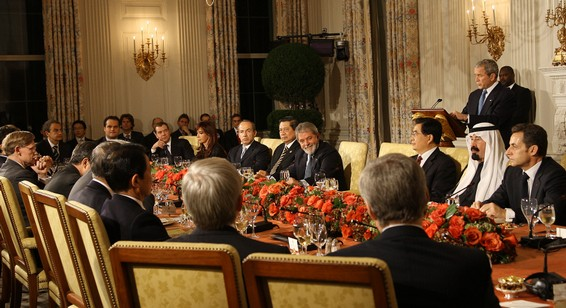
2008年11月14日の討議

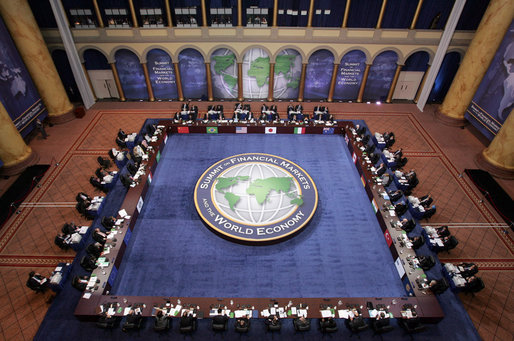
2008年11月15日の議場

2008年11月14日・15日、アメリカ合衆国ワシントンD.C.にて開催された。国立建築博物館を会場とし、20か国・地域の首脳らが出席した。議長にはアメリカ合衆国大統領ジョージ・W・ブッシュが就任し、世界金融危機への対策、将来同様の危機が発生することを回避するための方法が討議された。
このサミットは、フランス大統領ニコラ・サルコジとイギリス首相ゴードン・ブラウンの働きがけによって開催されることになったものである。
多くの経済学者や政治家が、世界の財政構造を点検するために新たな「ブレトン・ウッズ体制」のような体制の構築を求めたため、この会合をヨーロッパのメディアでは時々「ブレトン・ウッズII（Bretton Woods II）」と呼ぶことがあった。
G20の財務相・中央銀行総裁会合はこれまでにも行われてきたが、首脳級の会合はこれが最初となる。

## 出席者
先進7か国と新興経済国12か国から各国の首脳と、欧州連合から欧州委員会委員長が出席した。それに加えて、関係する各機関から代表が参集した。アメリカ合衆国では大統領選挙期間中であり、バラク・オバマが事実上当選を決めていた。しかし、オバマは出席しないことを表明したうえで、名代としてマデレーン・オルブライトとジム・リーチを派遣した。

## 開催地
日本は2008年のG8議長国だったため、当初よりG20首脳会合の開催を誘致していた。内閣総理大臣麻生太郎は、G8議長国として首脳会合誘致を表明し、成田国際空港周辺（千葉県成田市）での開催を各国に提案した。同年10月16日の参議院予算委員会での答弁にて。麻生は「私が最初に考えたときには、もう成田の飛行場でええという発想」だったと語り、成田市での開催を目論んでいたことを明らかにした。その意図について「あそこに集めてぱっと四時間いて、それで後全部散っちゃう、そういうようなのでいいようなものの方が現実的」だと説明した。しかし、最終的に日本への誘致は断念した。その理由について、麻生は「案に乗ってこなかった」国があったためと説明した。
後日、アメリカから要請され日米首脳電話会談が行われ、その際にG20首脳会合の開催時期、開催地、参加国はアメリカが選定することで合意した。